# Anna de Noailles
Anna, comtessa Mathieu de Noailles (nascuda princesa Anna Elisabeth Bibesco-Bassaraba de Brancovan; París, 15 de novembre de 1876 – 30 d'abril de 1933), va ser una poetessa i salonnière francesa d'origen romanès.

## Biografia
Nascuda a París, és una descendent directa de Sofroni de Vratsa, cèlebre personalitat de la vida espiritual i literària romanesa de la primeria del segle xix. La seva mare, de nacionalitat grega, coneguda com a Raluca (Rachel) Musuru, coneguda professional de la música a qui el compositor polonès Ignacy Paderewski va dedicar diverses composicions.
La seva tia, la princesa Helena Bibescu, va exercir, amb el nom d'Hélène Bibesco, un paper actiu en la vida artística del París de la fi del segle xix fins a la seva mort el 1902.
El 1897, es va casar amb Mathieu de Noailles (1873 - 1942), quart fill del setè duc de Noailles. La parella aviat va passar a formar part de l'alta societat parisenca de l'època. Van tenir un fill, el comte Anne Jules de Noailles (1900 - 1979).
Va ser mecenes al París dels salons literaris. Al començament del segle xx, el seu saló a l'avinguda Hoche va atreure l'elit intel·lectual, literària i artística de l'època: Edmond Rostand, Francis Jammes, Paul Claudel, Colette, André Gide, Maurice Barrès, Frederic Mistral, Robert de Montesquiou, Paul Valéry, Jean Cocteau, Alfons Daudet, Pierre Loti, Paul Hervieu i Max Jacob.
El 1904, amb altres dones com la senyora d'Alfons Daudet i Judith Gautier, la filla de Théophile Gautier, Anna de Noailles va crear el premi Vie Heureuse, la revista homònima, que més tard serà el premi Fémina, per recompensar els millors escrits francesos, ja foren en prosa o en poesia.
Va tenir relacions amistoses amb l'elit intel·lectual, literària i artística de l'època, incloent-hi Marcel Proust, Francis Jammes, Colette, André Gide, Frederic Mistral, Robert de Montesquiou, Paul Valéry, Jean Cocteau, Pierre Loti, Paul Hervieu i Max Jacob.
Anna de Noailles va ser tan popular en el seu temps que molts artistes famosos de l'època la van retratar, entre els quals Antonio de la Gándara, Kees van Dongen, Jacques-Émile Blanche, Ignacio Zuloaga o Philip de László. El 1906 Auguste Rodin, va esculpir-la seva imatge; el model en argila pot s'exposa al Museu Rodin de París, i el bust en marbre acabat al Metropolitan Museum of Art.
Anna de Noailles va ser la primera dona ser nomenada comandanta de la Legió d'Honor, la primera dona admesa en l'Académie royale de langue et de littérature françaises de Belgique i va ser distingida amb el Gran Premi de literatura de l'Acadèmia Francesa el 1921.
Va morir el 1933 i va ser enterrada en el cementiri de Père-Lachaise a París.

## Obres

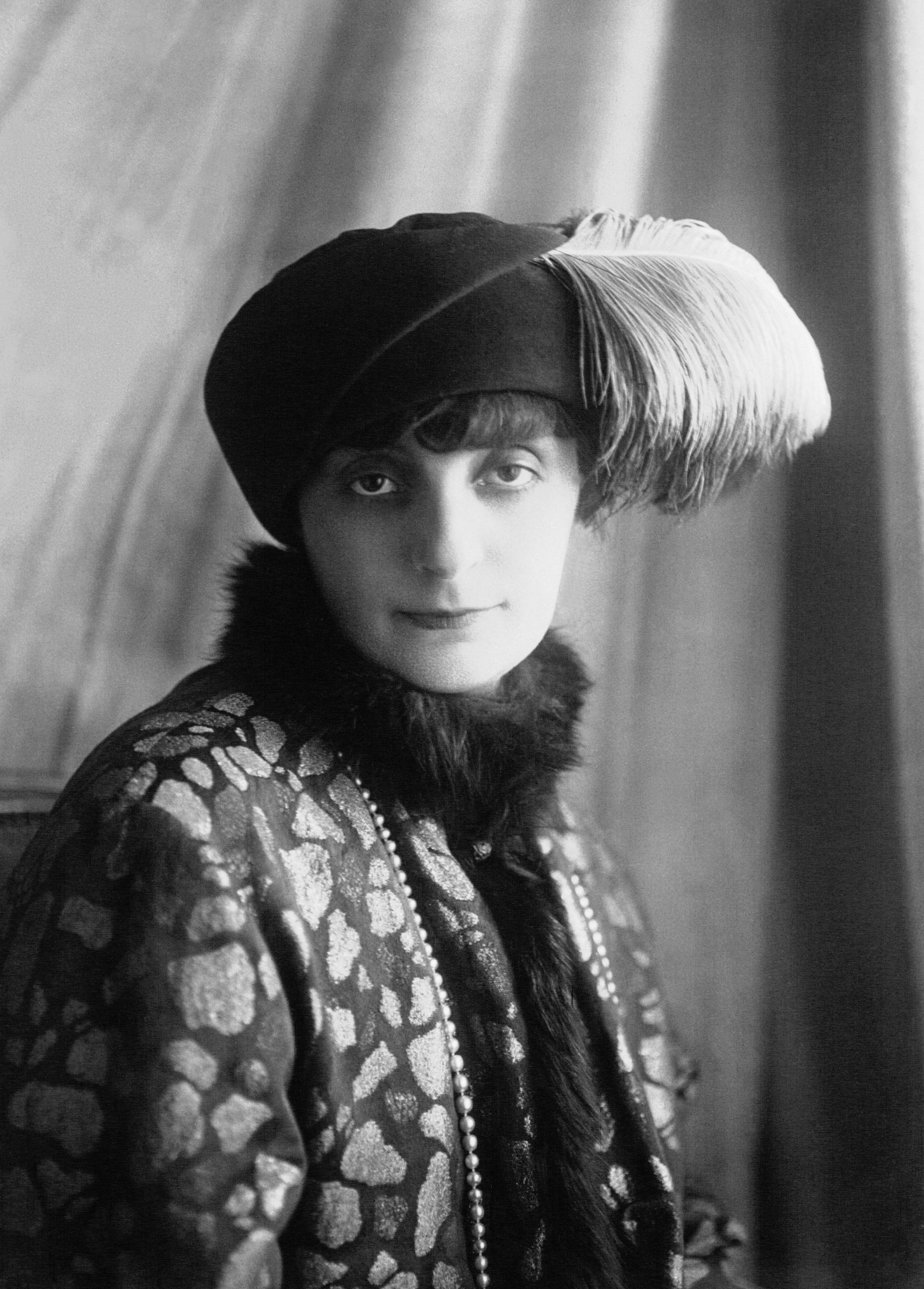
Anna de Noailles, 1922

Anna de Noailles va escriure tres novel·les, una autobiografia i molts poemes. El seu lirisme apassionat s'exalta en una obra que desenvolupa, d'una manera molt personal, els grans temes de l'amor, la naturalesa i la mort.
- Le Cœur innombrable (1901)
- L'Ombre des jours (1902)
- La Nouvelle Espérance (1903)
- Le Visage émerveillé (1904)
- La Domination (1905)
- Les Éblouissements (1907)
- Les Vivants et les Morts (1913)
- De la rive d'Europe à la rive d'Asie (1913)
- Les Forces éternelles (1920)
- À Rudyard Kipling (1921)
- Discours à l'Académie belge (1922)
- Les Innocentes, ou La Sagesse des femmes (1923)
- Poème de l'amour (1924)
- Passions et vanités, 1926
- L'Honneur de souffrir (1927)
- Poèmes d'enfance (1929)
- Choix de poésies, Fasquelle (1930), després Grasset (1976) amb prefaci de Jean Rostand de 1960
- Exactitudes, Paris (1930)
- Le Livre de ma vie (1932)
- Derniers Vers (1933)
- Derniers Vers et Poèmes d'enfance (1934)

## Llegat
Les següents institucions educatives duen el seu nom: 
- L'Institut Anna de Noailles d'Évian-les-Bains (Alta Savoia)
- El Col·legi Anna de Noailles (Oise)
- El Col·legi Anna de Noailles de L'Archa (Corresa)
- Una escola de primària de Barentin (Sena Marítim)
- Col·legi d'Anna de Noailles de Bucarest